# 釜山南部警察署
釜山南部警察署（プサンナムブけいさつしょ）は、釜山地方警察庁所管の警察署である。

## 管轄区域
- 南区、水営区（望美1、2洞、水営洞を除く）

## 沿革
- 1968年 - 釜山南部警察署として開署
- 1973年7月14日 - 南部警察署に改称
- 2001年 - 釜山南部警察署に戻す
- 2008年7月28日 - 現庁舎に移転

## 管轄地区隊
南区
- 門峴地区隊
- 龍岩地区隊
- 龍湖地区隊
- 大淵地区隊

水営区
- 広南地区隊
- 広民地区隊

## 管轄派出所
南区
- モッコル派出所
- 牛岩派出所

## 管轄治安センター
南区
- 門峴2治安センター
- 門峴4治安センター
- 戡蛮治安センター
- 龍湖1治安センター
- 龍湖3治安センター
- 大淵1治安センター
- 大淵2治安センター

水営区
- 南川1治安センター
- 南川2治安センター
- 広安1治安センター
- 広安4治安センター
- 民楽2治安センター